# Sukajaya (Sumber Harta)
Sukajaya is een bestuurslaag in het regentschap Musi Rawas van de provincie Zuid-Sumatra, Indonesië. Sukajaya telt 1028 inwoners (volkstelling 2010).